# Mat (gemeente)
Mat  is een stad (bashki) in de Albanese prefectuur Dibër. De stad telt 28.000 inwoners (2011).

## Bestuurlijke indeling
Administratieve componenten (njësitë administrative përbërëse) na de gemeentelijke herinrichting van 2015 (inwoners tijdens de census 2011 tussen haakjes):
Baz (2228) • Burrel (10862) • Derjan (1102) • Komsi (4283) • Lis (3824) • Macukull (1565) • Rukaj (2507) • Ulëz (1229).
De stad wordt verder ingedeeld in 48 plaatsen: Barbullej, Batër e Madhe, Batër e Vogël, Baz, Bruç, Burgajet, Burrel, Bushkash, Dej Macukull, Derjan, Drita, Dukagjin, Frankth, Fshati Burrel, Fushë-Baz, German, Gjalish, Gjoçaj, Gjoçaj, Karicë, Kodër Qerre, Kokërdhok, Komsi, Laç, Lam i Madh, Lis, Lundre, Macukull, Madhesh, Mallunxë, Midhë, Prellë, Qyteti Ulëz, Rremull, Rreth Baz, Rukaj, Selixë, Shëlli, Shoshaj, Shqefën, Stojan, Urakë, Urxallë, Vig, Vinjoll, Zall, Zall-Shoshaj, Zenisht.
Belsh · Berat · Bulqizë · Cërrik · Delvinë · Devoll · Dibër · Dimal · Divjakë · Dropull · Durrës · Elbasan · Fier · Finiq · Fushë-Arrëz · Gjirokastër · Gramsh · Has · Himarë · Kamëz · Kavajë · Këlcyrë · Klos · Kolonjë · Konispol · Korçë · Krujë · Kuçovë  · Kukës · Kurbin · Lezhë · Libohovë · Librazhd · Lushnjë · Malësi e Madhe · Maliq · Mallakastër · Mat · Memaliaj · Mirditë · Patos · Peqin  · Përmet · Pogradec · Poliçan · Prrenjas · Pukë · Pustec · Roskovec · Rrogozhinë · Sarandë · Selenicë · Shijak · Shkodër · Skrapar · Tepelenë · Tirana · Tropojë · Vau i Dejës · Vlorë · Vorë

Deelgemeenten · Gemeenten · Prefecturen